# Palacio de Zurbano
El Palacio de Zurbano es una casa palacio tradicional ubicada en la calle de Zurbano, 5-7 en el barrio de Almagro, Madrid. Fue construido entre 1878 y 1881 para el conde de Muguiro, que encargó un hotel —vivienda unifamiliar rodeada de jardín— a Severiano Sainz de la Lastra. Su denominación se debe a la vía pública a la que da la entrada principal del inmueble, si bien ha tenido diversos nombres a lo largo de la historia en referencia a sus ocupantes: Palacio del Conde de Muguiro y Palacio del Marqués de Casa Riera.

## Historia y ocupantes

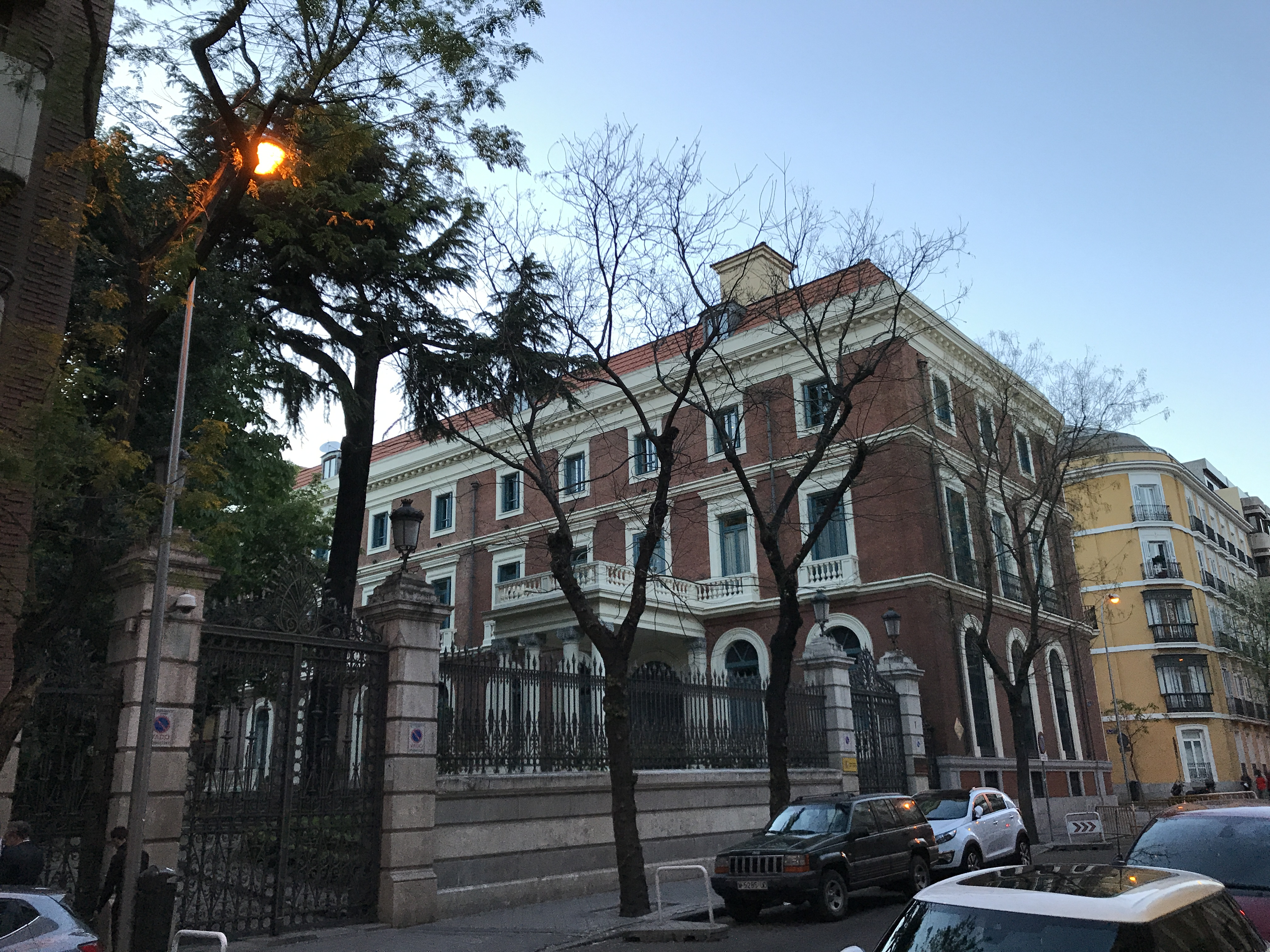
Parte delantera, imagen tomada de noche desde la calle Zurbano.

El hotel se halla en el número 5-7 de la calle de Zurbano, sobre lo que antiguamente se conocía como la huerta de Loinaz. Esa finca había sido comprada por la compañía francesa Parent y Schaken, especializada en puentes de hierro, que vino a Madrid al ganar el concurso para la construcción del antiguo viaducto de la calle Bailén, inició un gran negocio inmobiliario al comprar, parcelar y vender esta finca que comprendía desde la calle de Génova, el paseo de la Castellana hasta la calle de Almagro.
Fue construido por Severiano Sainz de la Lastra —arquitecto, junto con Eduardo Adaro, del edificio del Banco de España— en 1878 para Fermín de Muguiro y Azcárate, I Conde de Muguiro (Olite, Navarra, 7 de julio de 1831-Madrid, 15 de julio de 1892). Los herederos de Ángela Beruete, viuda de Fermín Muguiro, vendieron el inmueble en 1919 por 750 000 pesetas a Gonzalo de Mora y Fernández del Olmo, conde de Mora y marqués de Casa Riera. Entre 1915 y 1920 se realizó una segunda ampliación a cargo de Eladio Laredo, por la que se duplicó su superficie a costa del jardín y se añadió una terraza sostenida por cuatro columnas clásicas a modo de porte-cochère (portón de entrada cubierto). En este edificio nació el 11 de junio de 1928 Fabiola de Mora y Aragón, futura reina de Bélgica, hecho reseñado por una placa conmemorativa. Permaneció en manos de su familia hasta que en 1986 es vendido al Estado.
Entre 1995 y 1996 se llevó a cabo una gran restauración, tras lo cual se instaló el Centro de Estudios Históricos de Obras Públicas y Urbanismo. Fue usado brevemente por el Consorcio de Madrid, Capital Europea de la Cultura. Pertenece directamente al Ministerio de Fomento, como reza en la placa a las puertas del inmueble, y es usado para actos de representación y protocolarios. Se recuperaron las pinturas de Arturo Mélida. El interior, de corte clásico, destaca por contener una escalera doble que fue construida cuando pasó a manos del marqués de Casa Riera.

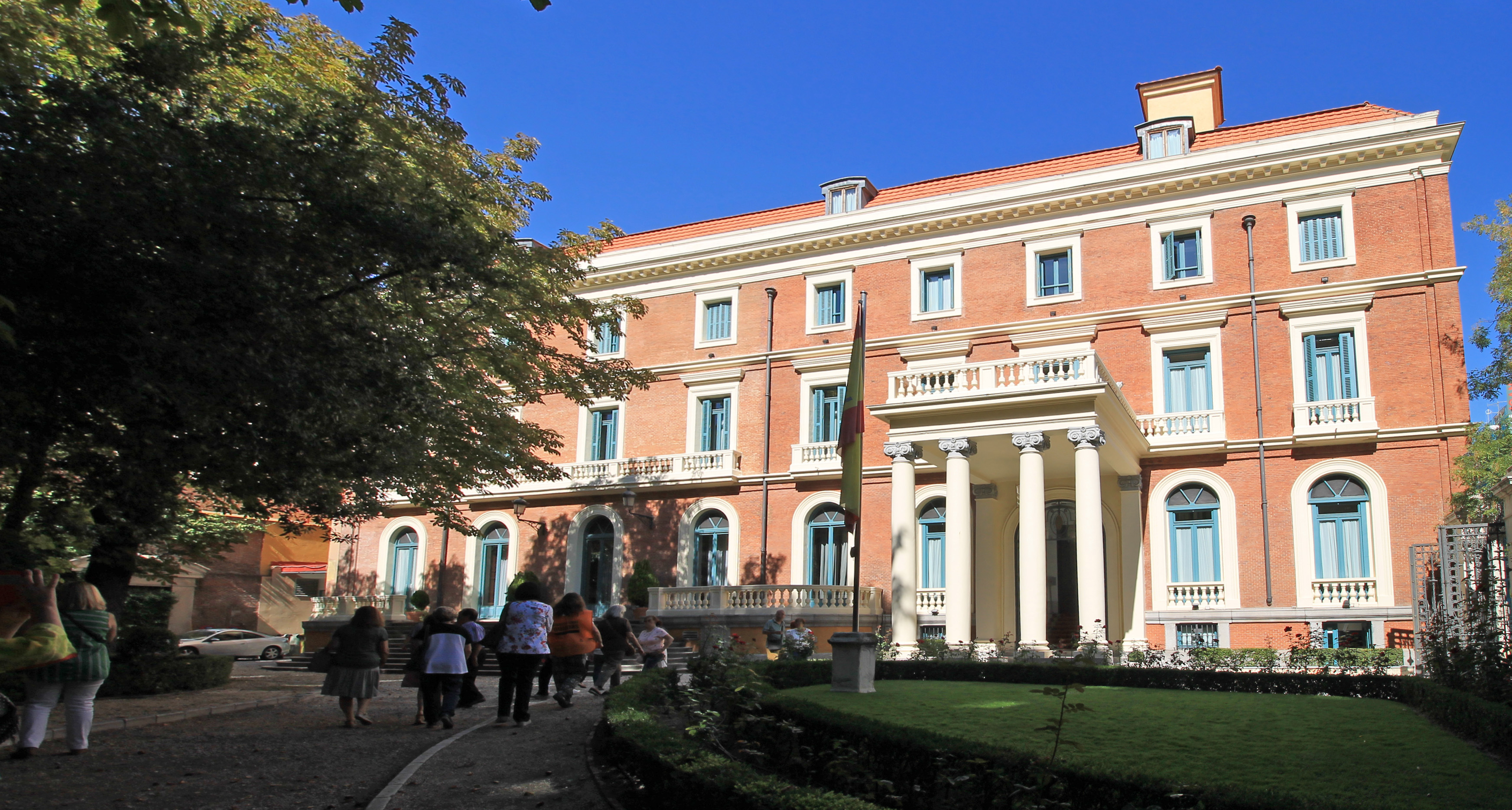
Fachada sur.

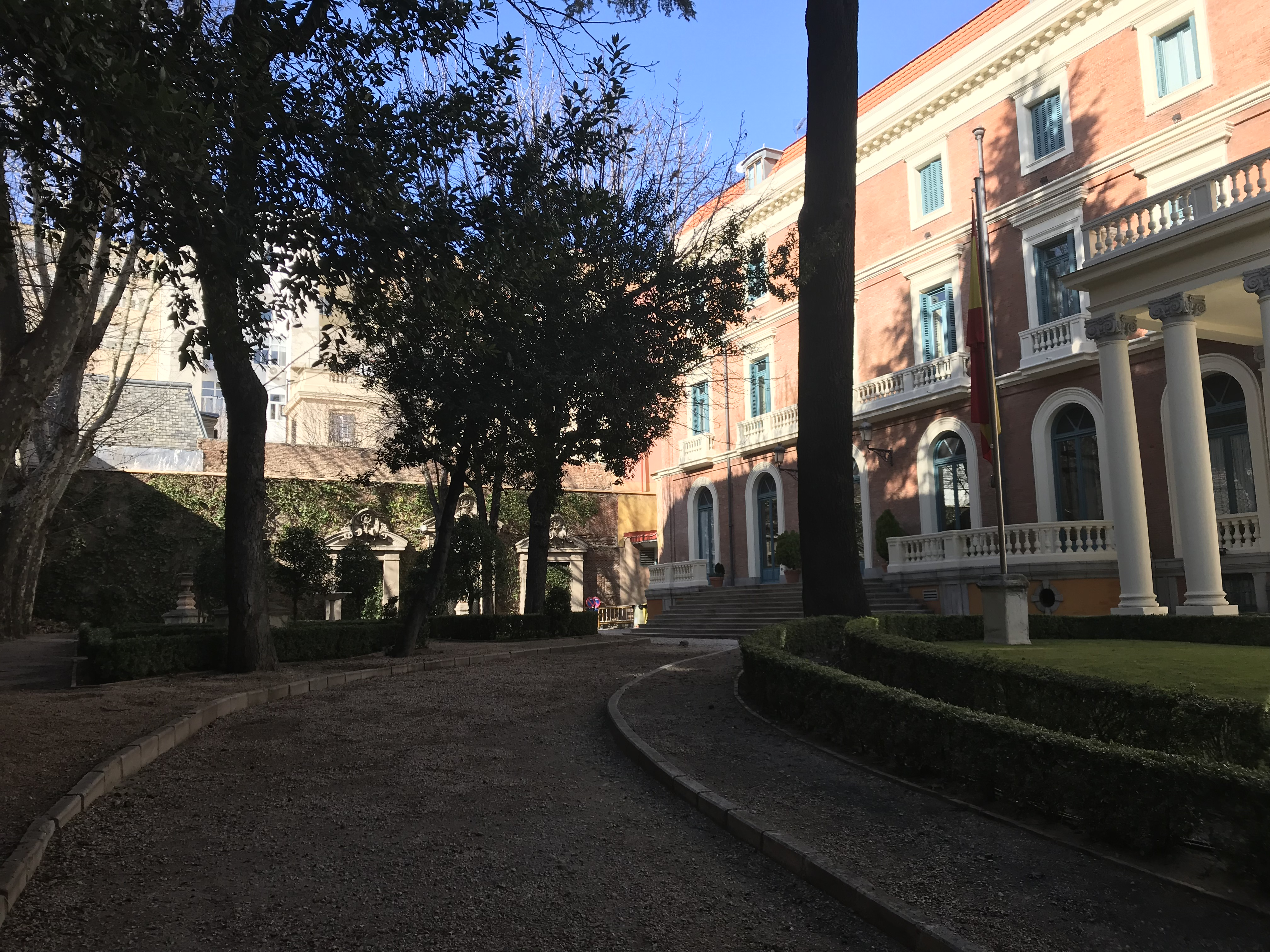
Jardín en la parte delantera.

## Descripción
De corte clásico, concebido más como hotel que como palacio, tiene forma cúbica de esquina. Antiguamente, la entrada al mismo se realiza por una marquesina de hierro y cristal abierta al jardín cruzando una verja y cuatro pilastras de granito. La estructura es de hierro roblonado y con muro de carga de fábrica de ladrillo macizo con el uso de granito en dinteles y zócalos. Cada planta tiene un interior distinto: en la planta baja se encuentra el vestíbulo, la escalera, el comedor y la sala de baile. En las dos plantas superiores se sitúan las habitaciones privadas y aquellas para la servidumbre. 
Tras la restauración se recuperaron las pinturas de Arturo Mélida, que estaban recubiertas de la decoración posterior, del Salón de los Continentes, el Salón de las Abejas y el Salón de la Rotonda, en la parte primitiva, y las pinturas de Manuel de Azpiroz en la parte nueva. Arturo Mélida fue un pintor, ilustrador y dibujante de gran aceptación en la época tanto en España como en Europa. Era amigo del conde, a través de Aureliano Beruete y fue el gran ilustrador al que su amigo Benito Pérez Galdós pedía que ilustrara sus novelas. No obstante, no se conservan sus cuadros y mobiliario original.
El jardín antes de la reforma de la década de 1920 contaba con una estufa (invernadero) de estructura metálica y cristal. Era bastante más amplio y tenía un pabellón destinado a cuadras, guadarnés, celadera y gallinero. Tras la primera reforma se redujo considerablemente su extensión y su uso pasó a ser meramente ornamental y de complemento al palacio como edificio oficial. En el mismo se disponen setos de boj de 30 cm de altura, laureles, glicinas, hiedra, agapantos, césped, hornacinas y una fuente en el centro.